# Collegium de Lyon
Collegium de Lyon este un Institut de Studii Avansate (Institut d’Études Avancées - IEA) situat la Lyon, Franța. El a fost înființat în 2006 la inițiativa Ministerului francez al învățământului superior și cercetării (Ministère de l'Enseignement supérieur et de la Recherche) cu misiunea de a crea o comunitate științifică internațională de nivel înalt . El face parte din Rețeaua tematică de cercetare avansată (Réseau thématique de recherche avancée- RTRA) în științele umane și sociale, al cărui sediu este, de asemenea, la Lyon.
Activitatea de cercetare a Collegium-ului de Lyon este axată în principal pe științele umane și sociale, invitând însă și la analiza științelor exacte.
Președintele său este Olivier Faron, care este și director general al ENS de Lyon.

## Istoric
În aprilie 2006, Ministerul Cercetării și învățământului superior din Franța a inițiat un Pact pentru cercetare oferind universităților, instituțiilor de învățământ superior și de cercetare franceze posibilitatea de a se regrupa pentru a forma Rețele tematice de cercetare avansată (Réseau thématique de recherche avancée - RTRA).
Treisprezece proiecte au fost reținute de către stat, printre care și cel propus de Lyon, consacrat cercetării în științele umane și sociale. Patru institute de studii avansate au luat astfel ființă în principalele metropole franceze : Paris, Nantes, Aix Marseille și Lyon. Acestea formează Rețeaua franceză a institutelor de studii avansate (Réseau français des instituts d'études avancées - RFIEA), o fundație de cooperare științifică recunoscută ca fiind de utilitate publică. Această rețea, al cărei sediu este la Lyon, are misiunea de a oferi cercetării franceze în științele umane și sociale o vizibilitate la nivel național și internațional. 

## Cercetătorii / fellows
Collegium de Lyon a găzduit primii cercetători în septembrie 2008. Printre aceștia se număra și o româncă:  Ioana Chițoran, Associate Professor în cadrul Programului de Lingvistică și Științe Cognitive al Dartmouth College din Statele Unite . Ea a petrecut 5 luni la Collegium de Lyon, în 2009, pentru a lucra pe tema "dinamicii grupurilor consonantice în două limbi caucaziene".
10 cercetători au fost fellows ai Collegium de Lyon în 2008-2009 și 2009-2010.

## Modul de funcționare al Institutului
Collegium de Lyon are statut asociativ, ceea ce îi conferă autonomie juridică, financiară și științifică. El beneficiază de sprijinul administrației locale și a principalilor actori din învățământul superior și cercetării din regiunea lyoneză. Membrii fondatori ai Colegium-ului sunt : 10 grandes écoles și institute de învățământ superior și de cercetare, 5 universități, 2 federații de unități de cercetare partenere și un organism cultural. 
Collegium de Lyon poate primi în rezidență până la 20 de cercetători (10 juniori și 10 seniori) pe an, pentru sejururi de 5 până la 10 luni. Cercetători din toată lumea pot să-și prezinte candidaturile . Acestea sunt examinate de către un Consiliu științific care se reunește de două ori pe an, în aprilie și în noiembrie. 

## Lista membrilor fondatori ai Collegium-ului de Lyon
Collegium de Lyon est administrat de către un Consiliu al cărui membri sunt următorii:
- École normale supérieure de Lyon
- Université Claude Bernard Lyon 1
- Université Lumière Lyon 2
- Université Jean Moulin Lyon 3
- Université de Saint-Étienne
- Université catholique de Lyon
- Institut d'Etudes Politiques de Lyon
- Ecole Centrale de Lyon
- Institut national des sciences appliquées de Lyon (INSA)
- École nationale des travaux publics de l'État (ENTPE)
- École de management de Lyon — Business School
- École nationale supérieure des sciences de l'information et des bibliothèques (ENSSIB)
- Institut national de recherche pédagogique (INRP)
- Institut des Sciences de l'Homme (ISH)
- Maison de l'Orient et de la Méditerranée
- Centre national de la recherche scientifique - Délégation régionale Rhône-Auvergne
- École nationale supérieure des arts et techniques du théâtre (ENSATT) (membru partener)
- Institut Lumière (membru partener)